# 피벗 테이블
피벗 테이블(pivot table)은 커다란 표(예: 데이터베이스, 스프레드시트, 비즈니스 인텔리전스 프로그램 등)의 데이터를 요약하는 통계표이다. 이 요약에는 합계, 평균, 기타 통계가 포함될 수 있으며 피벗 테이블이 이들을 함께 의미있는 방식으로 묶어준다.
피벗 테이블은 데이터 처리의 한 기법이다. 유용한 정보에 집중할 수 있도록 하기 위해 통계를 정렬 또는 재정렬(피벗)한다.
피벗 테이블이 일반 용어이긴 하지만 마이크로소프트는 피벗테이블(PivotTable)을 1994년 미국에서 상표로 등록했다.

## 같이 보기
- 오피스 제품군 비교
- 데이터 마이닝
- 데이터 웨어하우스
- 추출, 변환, 적재
- Fold (고차 함수)
- 관계대수